# Sikträsket (Malå socken, Lappland)
Sikträsket är en sjö i Malå kommun i Lappland och ingår i Skellefteälvens huvudavrinningsområde. Sjön har en area på 0,563 kvadratkilometer och ligger 372,1 meter över havet. Sjön avvattnas av vattendraget Sikträskbäcken.

## Delavrinningsområde
Sikträsket ingår i det delavrinningsområde (723880-162336) som SMHI kallar för Mynnar i Bollsjaur. Medelhöjden är 386 meter över havet och ytan är 24,3 kvadratkilometer. Det finns inga avrinningsområden uppströms utan avrinningsområdet är högsta punkten. Sikträskbäcken som avvattnar avrinningsområdet har biflödesordning 4, vilket innebär att vattnet flödar genom totalt 4 vattendrag innan det når havet efter 157 kilometer. Avrinningsområdet består mestadels av skog (65 procent) och sankmarker (26 procent). Avrinningsområdet har 0,78 kvadratkilometer vattenytor vilket ger det en sjöprocent på 3,2 procent.